# Sénat de l'Empire romain
 (février 2015).
 (mai 2012).
Le Sénat de l'Empire romain est l'assemblée composée des représentants des grandes familles de rang sénatorial qui joue aux côtés des magistrats tels que les consuls un rôle religieux, législatif, voire de politique extérieure important.
Après la transition de la République à l'Empire, à la différence du Sénat de la République, le sénat n'est plus politiquement indépendant. L'empereur domine le Sénat, et l'assemblée perd une grande partie de son pouvoir et donc de son prestige.
À la suite des réformes constitutionnelles de l’empereur Dioclétien, le Sénat perd tout pouvoir politique et n’a jamais retrouvé la puissance qu’il a détenue auparavant. Quand le siège du gouvernement est transféré hors de Rome, le Sénat est réduit à un corps municipal. Cette image est renforcée quand l’empereur Constantin crée une assemblée similaire (le Sénat byzantin) à Constantinople. Après la chute de l’Empire romain d'Occident en 476, le Sénat fonctionne principalement sous les règnes barbares jusqu’à ce qu’il soit finalement abandonné.

## Haut-Empire
Durant la transition de la République à l’Empire, le Sénat perd une grande partie de ses pouvoirs. Jouant théoriquement un rôle majeur, il est dans la pratique toujours subordonné à l’empereur, et ainsi perd le prestige qu’il a eu sous la République.
L’empereur Auguste hérite d’un Sénat dont le nombre de membres a atteint 900 sénateurs sous l’impulsion de son prédécesseur Jules César. Auguste cherche à diminuer la grandeur du Sénat, et ensuite, par trois fois, révise la liste des sénateurs. Une fois ces révisions accomplies, le Sénat est réduit à 600 membres. Auguste, dont le but est de rendre le Sénat plus aristocratique, réforme ensuite les règles qui spécifient qu’un individu peut devenir un sénateur. Sous l’Empire, comme c’était le cas à la fin de la République, on devient sénateur en se faisant élire à la questure. Cependant, on ne peut se présenter à la questure (ou toute autre magistrature) que si on est de rang sénatorial. Et pour cela, on doit être le fils d’un sénateur. Si un individu n’est pas de rang sénatorial, il n’a que deux possibilités pour le devenir : soit l’empereur lui accorde le droit de se présenter à la questure, soit l’empereur le nomme simplement sénateur.
Les sénateurs des débuts de l’Empire ont les mêmes droits que ceux de la fin de la République. Les sénateurs peuvent discuter d’affaires étrangères, ou demander que certaines mesures soient prises par le Sénat. Les sénateurs des plus hauts rangs parlaient avant ceux de bas rangs. L’empereur, cependant, peut parler quand il le souhaite. La plupart des réunions du Sénat sont présidées par l’empereur, qui s’assoit généralement entre les deux consuls. Le Sénat impérial se réunit habituellement aux calendes (le premier jour du mois), et ensuite aux ides (treizième ou quinzième jour du mois). On peut réunir une session spéciale n’importe quand.
La plupart des dépenses qui sont soumises au Sénat sont présentées par l’empereur, qui nomme généralement un comité pour les rédiger. En plus, chaque empereur choisit un questeur pour le rôle de ab actis senatus. Ce dernier compile les procédures du Sénat dans un document appelé Acta Senatus. Les extraits choisis de ce document sont publiés dans l’Acta Diurna, et distribués au public.
Alors que les assemblées législatives existent encore après l’instauration de l’empire, elles sont très rapidement neutralisées. Se rendant compte que les assemblées sont très corrompues et dysfonctionnent, les premiers empereurs transfèrent tous les pouvoirs législatifs au Sénat. Après ce transfert, les senatus consulta (décrets sénatoriaux ou « conseils du Sénat ») ont force de loi. Chaque province sénatoriale a une cour, et le Sénat pouvait avoir recours aux décisions de ces cours sur la recommandation d’un consul. Théoriquement, le Sénat élit chaque nouvel empereur, et lui accorde les pouvoirs constitutionnels. Après que l’empereur Tibère a transféré tous les pouvoirs électoraux des assemblées au Sénat, le Sénat élit tous les magistrats. Ces élections, cependant, sont supervisées par l’empereur.

### Sous Tibère
Les magistratures conservent leur dignité et le Sénat, que Tibère (14 - 37 apr. J.-C.) consulte souvent avant de prendre des décisions dans tous les domaines, est favorisé par la plupart des mesures : même s'il est d'usage que l'empereur signale certains candidats à la magistrature, les élections continuent d'avoir lieu, au moins formellement, par l'assemblée des comices centuriates. Tibère décide de mettre un terme à la coutume, et les sénateurs ont le privilège de l'élection des juges. De la même manière, Tibère décide d'allouer aux sénateurs la tâche de juger les sénateurs eux-mêmes, ou les chevaliers de haut rang qui se sont rendus coupables de crimes graves comme le meurtre ou la trahison. Les sénateurs sont également chargés de juger sans l'intervention de l'empereur le travail des gouverneurs de province ; enfin, est confiée au Sénat la juridiction dans le domaine religieux et social dans toute l'Italie.
Au cours de la période de son séjour à Capri, Tibère, pour empêcher que le Sénat prenne des mesures qui ne lui conviennent pas, en particulier en ce qui concerne les nombreux procès de lèse-majesté menés par Séjan, décide que toute décision adoptée par le Sénat doit être appliquée uniquement dix jours plus tard, de sorte qu'il peut contrôler, en dépit de la distance, le travail des sénateurs.
Le prince consulte souvent le Sénat par des senatus consulta, parfois sur des questions hors de sa compétence, comme les questions de caractère religieux.

### Sous Claude
Claude (41-54) s'impose au Sénat tout en affaiblissant considérablement son autorité, et de nombreux sénateurs en ont certainement éprouvé du ressentiment. Claude, en bon politique, le comprend et assure la puissante institution de son respect tout en sévissant impitoyablement lorsqu'un complot est démasqué.
À l’inverse de Caligula, Claude s'applique à ménager les sénateurs, en leur témoignant les marques de courtoisie dues à leur rang. Par exemple, pendant les sessions régulières, l'empereur est assis parmi l’assemblée du Sénat, parlant lorsque vient son tour et se levant pour s’adresser à l’assemblée, bien que la position debout prolongée lui soit difficile. Lors de la présentation d’une loi, il est assis sur le banc réservé aux tribuns dans son rôle de porteur de la puissance tribunitienne (étant patricien, l'empereur ne peut pas officiellement être tribun de la plèbe mais ce pouvoir a été accordé aux empereurs précédents).

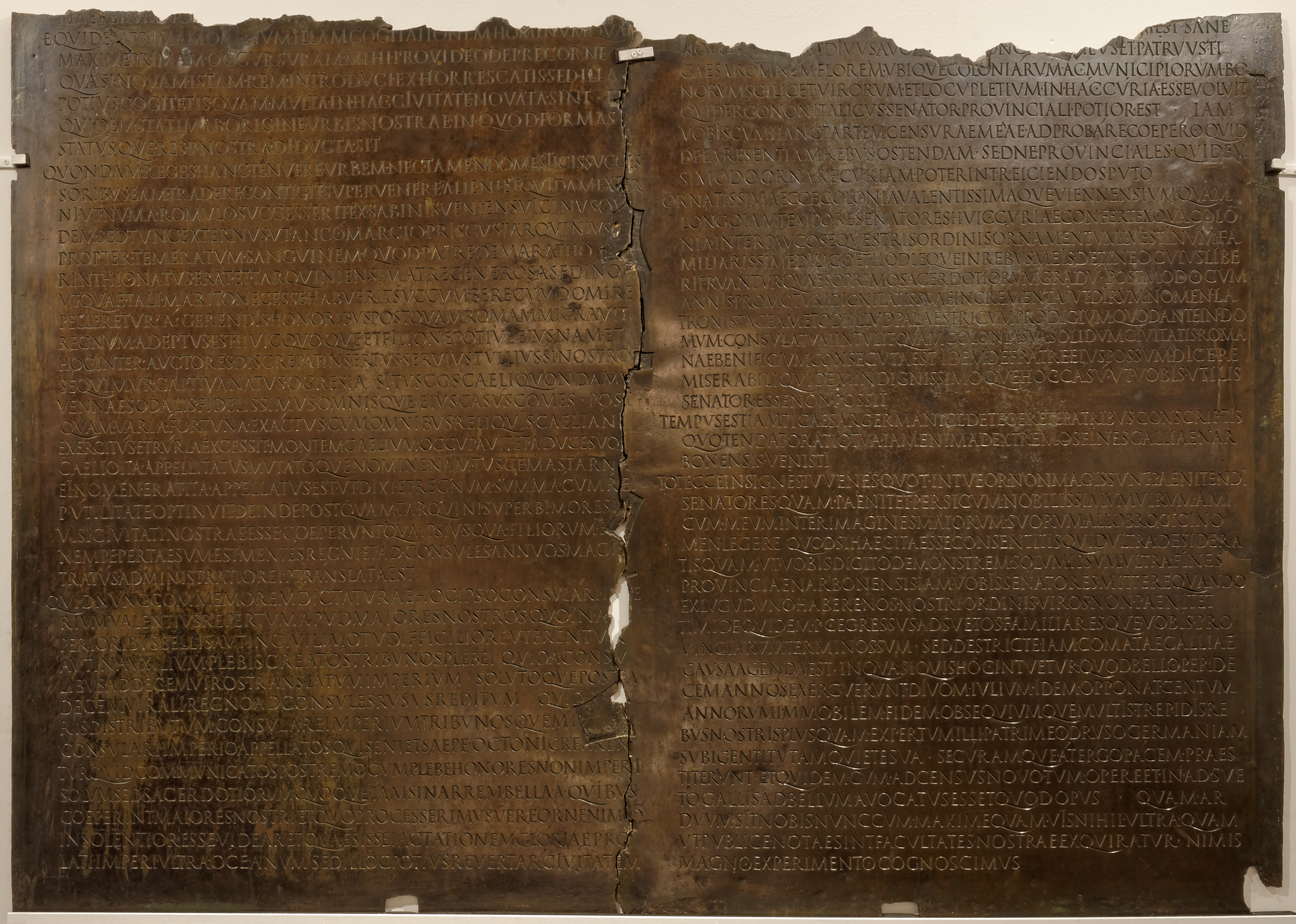
La table Claudienne exposée au musée gallo-romain de Lyon.

D'après un extrait de discours retrouvé sur un fragment de papyrus, Claude encourage les sénateurs à débattre des projets de loi. Claude sévit aussi contre l’absentéisme au Sénat. En 45, pour couper court aux absences, Claude retire au Sénat le droit de délivrer des congés, et se le fait attribuer exclusivement.
En 47 et 48 apr. J.-C., Claude exerce la censure avec Lucius Vitellius. Cette fonction, tombée en désuétude après Auguste, lui permet de renouveler les effectifs du Sénat, de l’ordre sénatorial et de l’ordre équestre rassemblant les chevaliers, tout en respectant les apparences républicaines. Il démet du Sénat de nombreux sénateurs qui ne répondent plus aux qualités morales ou aux conditions financières attendues, mais selon une méthode déjà pratiquée par Auguste, il les avertit individuellement à l’avance et leur permet de démissionner sans humiliation publique. Dans le même temps, il fait voter pour les provinciaux titulaires de la citoyenneté romaine le droit d’être candidats aux magistratures du cursus honorum, ce qui les fait entrer au Sénat à l’issue de leur mandat. La Table claudienne gravée à Lugdunum conserve son discours sur l'admission de sénateurs gaulois. Il complète les rangs du Sénat par l’inscription des nouveaux magistrats, et pour atteindre l’effectif de six cents, inaugure une nouvelle pratique, l'adlectio : il inscrit d’office des chevaliers répondant aux conditions de fortune et d'honorabilité, sans qu’il leur soit nécessaire d’avoir exercé au préalable la questure.
Il pallie l’extinction des lignées patriciennes en accordant cette qualité aux sénateurs les plus anciens, ou à ceux dont les parents s’étaient illustrés.

## Sénat du Bas-Empire et après la chute
Revenant à la fondation de la ville, on s’aperçoit que le contrôle de l’État revient systématiquement au Sénat lorsque la magistrature principale devient vacante. Quand l’empereur Dioclétien affirme le droit de l’empereur de prendre le pouvoir sans le consentement théorique du Sénat, ce dernier perd son statut de dépôt du pouvoir suprême. Les réformes de Dioclétien mettent fin aussi à toutes les illusions restantes du Sénat concernant ses pouvoirs législatifs indépendants. Il les garde cependant concernant les jeux publics à Rome et sur l’ordre sénatorial. Le Sénat garde aussi le pouvoir d’élire les préteurs, les questeurs et certains consuls, mais seulement quand il a la permission de l’empereur. Il peut aussi instruire des cas, spécialement la trahison, mais seulement avec l’autorisation de l’empereur. Quelquefois le Sénat essaie de nommer son propre empereur, tel qu’Eugène, qui sera plus tard vaincu par les troupes fidèles à Théodose Ier. Le Sénat reste la dernière forteresse de la religion romaine traditionnelle face au christianisme qui se répand, et essaie plusieurs fois de faciliter le retour de l’Autel de la Victoire (une première fois enlevé par Constance II) à la Curie sénatoriale. La religion dominante du Sénat après la chute de l’Empire romain d'Occident en 476 est le christianisme de Chalcédoine. Cela le distingue de la religion dominante des Ostrogoths (arianisme) et de la religion officielle de la papauté et de Constantinople (christianisme de Nicée).
Après la chute de l’Empire romain d'Occident, le Sénat continue de fonctionner sous le chef barbare Odoacre, et ensuite conformément à la règle ostrogote. L’autorité du Sénat monte considérablement sous les chefs barbares qui cherchent à le protéger. Cette période est caractérisée par l’augmentation des familles sénatoriales romaines prééminentes telles que les Anicii, alors que le chef du Sénat, le princeps senatus, exerce les fonctions de bras droit du chef barbare. Cette coexistence paisible des règles sénatoriale et barbare continue jusqu’à ce que l’empereur Justinien déclenche la reconquête de l'Italie. Après que Rome a été reprise par l’armée impériale (byzantine), le Sénat est restauré, bien qu’il ne récupère aucun de ses anciens pouvoirs. On ne sait pas quand le Sénat disparaît, mais on sait d’après le registre grégorien que le Sénat a acclamé les nouvelles statues de l’empereur Phocas et de l’impératrice Léontia en 603.

#### Monographies
- Barbara Levick (trad. de l'anglais par Isabelle Cogitore), Claude [« Claudius »], Infolio, coll. « Memoria », 2002 (1re éd. 1990), 316 p. (ISBN 2-88474-201-8).
- Paul Petit, Histoire générale de l’Empire romain, t. III Le Bas-Empire, Seuil, 1974 (ISBN 2020026775).

#### Sources antiques
- Polybe, Histoire générale, Livre VI.
- Polybius, The General History of Polybius, traduit du grec par M. Hampton, Oxford, imprimé par W. Baxter, Fifth Edition, Vol. 2, 1823.